# Подборье (Смоленская область)
Подборье — деревня в Починковском районе Смоленской области России. Входит в состав Шмаковского сельского поселения. По состоянию на 2007 год постоянного населения не имеет.
Расположена в центральной части области в 30 км к юго-востоку от Починка, в 30 км восточнее автодороги А141 Орёл — Витебск, на берегу реки Дуня. В 26 км западнее деревни расположена железнодорожная станция Васьково на линии Смоленск — Рославль.

## История
В годы Великой Отечественной войны деревня была оккупирована гитлеровскими войсками в июле 1941 года, освобождена в сентябре 1943 года.